# La acerolera
La acerolera es un cartón para tapiz de Francisco de Goya, emprendido para el antedormitorio de los Príncipes de Asturias en el Palacio de El Pardo. Se exhibe en el Museo del Prado desde 1870.
Su formato indica que se colocó entre dos ventanas, o bien como sobrepuerta. La extensa mayoría de los cartones con estrechas dimensiones tenían tal destino.

## Análisis
En esta composición una vendedora de acerolas, con la cesta cargando en el brazo, mira al espectador ante la presencia de tres embozados. Atrás se observa a un grupo de personas que, junto al perro, completan la escena.
Goya juega con la imagen de la mujer en este lienzo que evoca un momento en el mercado. Como lo hará en El militar y la señora, de la misma serie, presenta dos tipos de mujeres. Una de ellas, la maja, coquetea abiertamente con los hombres.
Las mujeres vendedoras eran habituales en el Madrid de fines del siglo XVIII. El flirteo recuerda a La merienda a orillas del Manzanares. Goya sitúa las figuras debajo de un toldo a fin de centrar la atención en ellas. Las figuras iluminadas y el fondo en semipenumbra contrastan con los colores cálidos y pinceladas fuertes de los protagonistas. Cabe destacar que la mujer no lleva adornos en el vestuario, quizá trataba Goya de impedir un altercado con los tejedores —pues no era de su agrado una composición con demasiados detalles—.